# リッサ海戦 (1811年)
リッサ海戦 (1811年)（リッサかいせん、英語: Battle of Lissa、フランス語: Bataille de Lissa、イタリア語: Battaglia di Lissa）は、1811年3月13日、アドリア海のリッサ島（ヴィス島）の近海で、グレートブリテン及びアイルランド連合王国（イギリス）とフランス帝国・イタリア王国混成の、いずれもフリゲート戦隊同士で行われた海戦。フランスのデュボルデュー代将（Capitaine de vaisseau）指揮のフランス・イタリア混成フリゲート戦隊が、侵略と占領を目的とする軍隊と物資を搭載してリッサ島に接近したのに対し、ウィリアム・ホスト艦長指揮のイギリスのフリゲート戦隊がそれを阻止し、撃退した。
この海戦は、フリゲートの戦隊が戦列艦のように機動して戦った数少ない例である。

## 戦闘
フランス艦隊は無秩序に攻撃し、乗り込む機会をうかがったが、大きな損失を被って戦意を喪った。指揮官のドゥボルデューも戦死した。
15時30分、イタリアのコルベット「ベッローナ」と「コローナ」は降服した。フランス軍艦「ファヴォリット」は座礁して焼き払われた。生き残った3隻のフリゲートは、イギリス戦隊の攻撃圏外に避退した。イギリス艦隊はリッサで修理を施してマルタに戻った。捕獲艦「コローナ」と「ベッローナ」はそれぞれイギリス軍艦「ディーダラス」と「ドーバー」になった。

## 参戦艦
- イギリス
  - アクティブ（Active）：38門フリゲート（18ポンド砲）
  - アムフィオン（Amphion）：32門フリゲート（12ポンド砲） - 大破
  - サーベラス（Cerberus）：32門フリゲート（12ポンド砲）
  - ヴォレージ（Volage）：22門フリゲート（32ポンドカロネード砲）

- フランス帝国
  - ダナエー（Danaé）：44門フリゲート
  - ファヴォリット（Favorite）：44門フリゲート - 座礁焼却
  - フロール（Flore）：44門フリゲート

- イタリア王国
  - コローナ（Corona）：36門フリゲート - 捕獲、後イギリス軍艦「ディーダラス（Daedalus）」
  - ベッローナ（Bellona）：30門コルベット - 捕獲、後イギリス軍艦「ドーヴァー（Dover）」
  - カロリーナ（Carolina）：30門コルベット
  - プリンチペッサ・アウグスタ（Principessa Augusta）：18門ブリッグ
  - プリンチペッサ・ディ・ボローニャ（Principessa di Bologna）：18門ブリッグ
  - エウジェニオ（Eugenio）：ジーベック
  - ロードラ（Lodola）：通報艦